# Tony Garnier (musiker)
Tony Garnier, född 1956 i Saint Paul i Minnesota, är en amerikansk basist (både kontrabas och elbas), mest känd som ackompanjatör i Bob Dylans turneband sedan 1989. Redan 1975 samarbetade dock Garnier och Dylan i samband med Renaldo and Clara. Garnier är den musiker som har spelat tillsammans med Dylan under längst tid.
Garnier har inte bara spelat tillsammans med Bob Dylan utan har även gjort musik med Tom Waits, Loudon Wainwright III, Paul Simon, Marc Ribot och Eric Andersen. Dessutom har spelat i banden Asleep at the Wheel och The Lounge Lizards.
Garnier dök upp i filmen Masked and Anonymous från 2003.

## Album

### Med Bob Dylan
- 1997 – Time Out of Mind
- 2001 – "Love and Theft"
- 2006 – Modern Times
- 2009 – Together Through Life
- 2009 – Christmas in the Heart
- 2012 – Tempest
- 2015 – Shadows in the Night
- 2016 – Fallen Angels
- 2017 – Triplicate
- 2020 – Rough and Rowdy Ways

### Med Tom Waits
- 1985 – Rain Dogs